# Mingijan Beveev
Mingijan Valer'evič Beveev (in russo Мингиян Валерьевич Бевеев?; Ėlista, 30 novembre 1995) è un calciatore russo, difensore del Baltika.

## Carriera
Ha iniziato la sua carriera nelle serie minori del campionato russo, giocando principalmente tra la seconda e la terza divisione. Il 2 giugno 2022 è stato acquistato dall'Ural, in cui aveva già militato dal 2018 al 2020, seppur nella squadra riserve. Ha esordito in Prem'er-Liga il 23 luglio successivo, nell'incontro perso 3-0 sul campo dell'Orenburg.

## Statistiche

### Presenze e reti nei club
Statistiche aggiornate al 20 agosto 2022.
| Stagione                | Squadra                 | Campionato              | Campionato | Campionato | Coppe nazionali | Coppe nazionali | Coppe nazionali | Coppe continentali | Coppe continentali | Coppe continentali | Altre coppe | Altre coppe | Altre coppe | Totale | Totale |
| Stagione                | Squadra                 | Comp                    | Pres       | Reti       | Comp            | Pres            | Reti            | Comp               | Pres               | Reti               | Comp        | Pres        | Reti        | Pres   | Reti   |
| ----------------------- | ----------------------- | ----------------------- | ---------- | ---------- | --------------- | --------------- | --------------- | ------------------ | ------------------ | ------------------ | ----------- | ----------- | ----------- | ------ | ------ |
| 2015-2016               | MITOS Novočerkassk      | 2D                      | 22         | 8          | CR              | 0               | 0               |                    | -                  | -                  |             | -           | -           | 22     | 8      |
| 2016-feb. 2017          | Volgar' Astrachan'      | 1D                      | 0          | 0          | CR              | 1               | 0               |                    | -                  | -                  |             | -           | -           | 1      | 0      |
| feb.-giu. 2017          | Nosta Novotroick        | 2D                      | 8          | 2          | CR              | -               | -               |                    | -                  | -                  |             | -           | -           | 8      | 2      |
| 2017-gen. 2018          | Nosta Novotroick        | 2D                      | 15         | 2          | CR              | 1               | 0               |                    | -                  | -                  |             | -           | -           | 16     | 2      |
| Totale Nosta Novotroick | Totale Nosta Novotroick | Totale Nosta Novotroick | 23         | 4          |                 | 1               | 0               |                    | -                  | -                  |             | -           | -           | 24     | 4      |
| 2018-2019               | Ural                    | PL                      | -          | -          | CR              | 1               | 0               |                    | -                  | -                  |             | -           | -           | 1      | 0      |
| gen.-giu. 2018          | Ural-2                  | 2D                      | 1          | 0          |                 | -               | -               |                    | -                  | -                  |             | -           | -           | 1      | 0      |
| 2018-2019               | Ural-2                  | 2D                      | 16         | 0          |                 | -               | -               |                    | -                  | -                  |             | -           | -           | 16     | 0      |
| 2019-gen. 2020          | Ural-2                  | 2D                      | 14         | 3          |                 | -               | -               |                    | -                  | -                  |             | -           | -           | 14     | 3      |
| Totale Ural-2           | Totale Ural-2           | Totale Ural-2           | 31         | 3          |                 | -               | -               |                    | -                  | -                  |             | -           | -           | 31     | 3      |
| gen.-giu. 2020          | KAMAZ                   | 2D                      | 0          | 0          | CR              | -               | -               |                    | -                  | -                  |             | -           | -           | 0      | 0      |
| 2020-2021               | KAMAZ                   | 2D                      | 22         | 2          | CR              | 2               | 0               |                    | -                  | -                  |             | -           | -           | 24     | 2      |
| 2021-gen. 2022          | KAMAZ                   | 1D                      | 24         | 1          | CR              | 2               | 0               |                    | -                  | -                  |             | -           | -           | 26     | 1      |
| Totale KAMAZ            | Totale KAMAZ            | Totale KAMAZ            | 46         | 3          |                 | 4               | 0               |                    | -                  | -                  |             | -           | -           | 50     | 3      |
| gen.-giu. 2022          | Enisej                  | 1D                      | 11         | 0          | CR              | 3               | 0               |                    | -                  | -                  |             | -           | -           | 14     | 0      |
| 2022-2023               | Ural                    | PL                      | 4          | 0          | CR              | 0               | 0               |                    | -                  | -                  |             | -           | -           | 4      | 0      |
| Totale carriera         | Totale carriera         | Totale carriera         | 137        | 18         |                 | 10              | 0               |                    | -                  | -                  |             | -           | -           | 147    | 18     |